# Vot Tak
„Vot Tak” – singel rosyjskiego rapera Morgenshterna, wydany 2 września 2018 roku przez Yoola Music. 

## Tło
26 sierpnia 2018 roku Morgenshtern opublikował na swoim kanale YouTube wideo, w którym przytoczył wydarzenia z maja 2017 roku, kiedy został wydalony z uczelni z powodu swojej twórczości w internecie. W filmie Aliszer porównuje skalę swoich zarobków ze skalą zarobków swojego byłego rektora. 
Morgenstern później zamieścił na swoim profilu na Instagramie film, w którym spalił sto tysięcy rubli.

### Odbiór
Piosenka wraz z teledyskiem została wydana 2 września 2018 roku. W teledysku artysta wyjaśnił swoje poprzednie, skandaliczne działania. Wideo obejrzano ponad dwa miliony razy w ciągu jednego dnia.

## Pozycję na listach
| Lista (2018) | Najwyższa pozycja |
| ------------ | ----------------- |
| VK           | 8                 |